# Duplexstahl
Duplexstahl ist ein Stahl mit zweiphasigem Gefüge, das aus einer Ferrit-(α-Eisen-)Matrix mit Inseln aus Austenit besteht.

## Metallurgische Grundlage
Diese Gefügeausbildung wird erreicht, indem man den Stahl mit Ferritbildnern wie Chrom (Cr) und Austenitbildnern wie Nickel (Ni), Stickstoff (N), Mangan (Mn)  legiert, wobei der Gehalt an Austenitbildnern so eingestellt wird, dass nicht das gesamte Gefüge bei Raumtemperatur austenitisch werden kann (zum Beispiel weniger als 8 % Ni).
Nach der Warmformgebung wird durch eine spezielle Wärmebehandlung dafür gesorgt, dass sich die Austenitbildner in einzelnen Bereichen konzentrieren, die dann bis hinab zur Raumtemperatur stabil austenitisch sind.

## Werkstoffeigenschaften

### Mechanische Eigenschaften
In Duplexstählen sind die Eigenschaften rostfreier Chromstähle (ferritisch oder martensitisch) und rostfreier Chrom-Nickel-Stähle (austenitisch) kombiniert. Sie haben höhere Festigkeiten als die rostfreien Chrom-Nickel-Stähle, sind aber duktiler als rostfreie Chromstähle. Bei wechselnder Beanspruchung zeigen sie bis zu einem Austenitanteil von etwa 40 % im Gegensatz zu reinen Austeniten noch Dauerschwingfestigkeit. Der Verlauf der Kerbschlagarbeit (Av-T-Diagramm) hat bei Duplexstählen, anders als bei ferritischen oder gar martensitischen rostfreien Stählen, keinen Steilabfall in der Energieabsorption, das heißt, es gibt zwar eine Hoch- und eine Tieflage, der Übergang ist jedoch über einen weiten Temperaturbereich gestreckt. Je niedriger die Prüftemperatur, desto geringer die Energieabsorption, da der Werkstoff versprödet.

### Korrosionseigenschaften
Die Duplexstähle zählen zu den rost- und säurebeständigen Stählen (DIN-EN 10088 T1 bis T3). Seit den 1970er Jahren sind einige nichtrostende Duplex-Stähle entwickelt worden. Weit verbreitet ist heute eine stickstofflegierte Variante, die unter der Bezeichnung 1.4462 (X2CrNiMoN 22-5-3) nach DIN EN 10088/2 geführt wird. Duplex-Werkstoffe enthalten, verglichen mit korrosionsbeständigen rein austenitischen Stählen, weniger Nickel (etwa 4 bis 8 %), jedoch meist mehr Chrom. Wegen des Nickelgehalts, der für die mechanischen Eigenschaften sehr wichtig ist, sich aber ungünstig auf den PREN-Index (Pitting Resistance Equivalent Number) auswirkt, sind sie gefährdet für interkristalline Korrosion. Um dem entgegenzuwirken, wird teilweise Stickstoff als Austenitbildner im Austausch für einen gewissen Anteil an Nickel zugesetzt. Eine weitere Möglichkeit, die Korrosionsbeständigkeit weiter zu verbessern, ist der Zusatz von Molybdän.
Ein wichtiger Vorteil bezüglich der Korrosionseigenschaften ergibt sich wiederum aus der Zweiphasigkeit des Gefüges. An den Phasengrenzen, insbesondere beim Übergang von Ferrit auf den duktileren Austenit, kommen Risse, wie sie bei der Spannungsrisskorrosion entstehen, aus bruchmechanischen Gründen zum Stillstand.

## Verwechselungsgefahr
Duplexstahl und Dualphasenstahl unterscheiden sich einerseits durch die Volumenanteile der Gefügephasen, andererseits in der Gefügezusammensetzung. Duplexstähle haben ein ferritisch-austenitisches Gefüge, wohingegen Dualphasenstähle ein ferritisch-martensitisches Gefüge aufweisen. Bei Duplexstählen sind die  Volumenanteile an ferritischem und austenitischem Gefüge gleich, Dualphasenstähle bestehen zu etwa 80–90 % aus Ferrit und nur zu etwa 10–20 % aus Martensit oder anderen härteren Phasen.

## Nickelreduzierter Duplexstahl
2005 gelang es, einen verlässlichen Duplexstahl mit reduzierten Nickelgehalt von 1 % statt 6 % Nickel zu entwickeln. Weil Nickel ein teurer Rohstoff ist, können dadurch Kosten gespart werden.